# Q-waarde (fiets)
De Q-waarde bij een fiets is de afstand in millimeters tussen de buitenzijden van de cranks. Een lagere Q-waarde geeft biomechanische, aerodynamische en mechanische voordelen.
Met name de vormgeving van het crankstel, de bracket met trapas en de liggende achtervork van de fiets zijn van grote invloed op de uiteindelijke Q-waarde.